# Яблунівська липа
«Яблунівська липа» — ботанічна пам'ятка природи місцевого значення в Україні. Пам'ятка природи розташована на території Чортківського району Тернопільської області, с. Яблунів, старий парк.
Площа — 0,03 га, статус отриманий у 1971 році.
Пам'ятка являє собою одне вікове дерево липи дрібнолистої віком понад 200 років, висотою 31 метр. Діаметр дерева на висоті 5 см складає 150 см, на висоті 1,3 метри — 101 см. Крона крислата, висотою 29 метрів, найбільша ширина з півночі на південь 11 метрів, з заходу на схід 12 метрів. Стан дерева задовільний. Екологічні умови зростання: місцевість рівнина, ділянка волога.